# Шёнер, Карлхайнц
Карлхайнц Шёнер (нем. Karlheinz Schöner, 30 апреля, 1951 год, Хомбург) — немецкий политический деятель (ХДС). С 2008 по 2014 находился на должности обер-бургомистра городского округа и университетского города Хомбург.

## Образование и работа
Карлхайнц Шенер работал государственным служащим в федеральном финансовом управлении с 1970 по 2002 год и в основном работал в таможенном отделе уголовного розыска, который занимался борьбой с международной и организованной преступностью. Помимо изучения права, он закончил учёбу по специальности финансы и получил квалификацию налогового консультанта. 1 июля 2002 года он был назначен начальником управления строительства и недвижимости. В 2005 году он был избран мэром и постоянным представителем мэра окуржного и университетского города Хомбург. С лета 2007 года временно занял пост мэра. После результатов первичных выборов 13 января 2008 года он был назначен обер-бургомистра округа и университетского города Хомбург, в должность вступил 14 января 2008 года.

## Политика
Карлхайнц Шенер вступил в Союз молодежи в Хомбурге в 1967 году и в ХДС Хомбург-Киррберг в 1971 году. С 2002 по 2007 год он был председателем местного отделения ХДС Хомбурга. С 1984 по 2002 год он был членом местного совета Киррберга (Саар) от парламентской группы ХДС; с 1994 по 1999 годы — дополнительно заместитель мэра и представитель парламентской группы, а с 1999 до конца 2002 года — дополнительно мэр. В тот же период он также был членом городского совета Хомбурга. После того, как обер-бургомистр Йоахим Риппель был назначен министром экономики и науки Саара 3 сентября 2007 года, Шенер стал руководителем городской администрации в качестве мэра в силу своей должности. 13 января 2008 года он баллотировался на пост обер-бургомистра. Он смог победить на первичных выборах в первом туре голосования, набрав 51,5 процента голосов против Астрид Клуг (СДПГ) и Георга Вайсвайлера (СвДП). Во время своего пребывания на посту обер-бургомистра Шёнеру удалось переместить логистический центр Robert Bosch GmbH в Хомбург. Кроме того, велись строительные работы по дальнейшему развитию центра города. Шёнер решил не баллотироваться на выборах обер-бургомистра Хомбурга 25 мая 2014 года. Срок его полномочий истек 1 октября 2014 года. Его преемником на посту стал Рюдигер Шнайдевинд (СДПГ), который победил во втором туре выборов 8 июня 2014 года.
Карлхайнц Шёнер является членом правления Kreissparkasse Saarpfalz, избран председателем наблюдательного совета теплоэлектростанции Хомбург, а также членом совета директоров муниципальной страховой ассоциации.
После того, как с мая 2018 года Шенера заподозрили в супружеской неверности и мошенничестве, прокуратура подала иск против Шенера по шести делам о подозрении в неверности и мошенничестве в региональном суде Саарбрюккена. После девяти дней судебного разбирательства Шенер был приговорен к 15 месяцам лишения свободы условно с испытательным сроком в апреле 2019 года за неверность и злоупотребление полномочиями.

## Личная жизнь
Католик, женат, имеет двух взрослых дочерей.